# Barque de lace

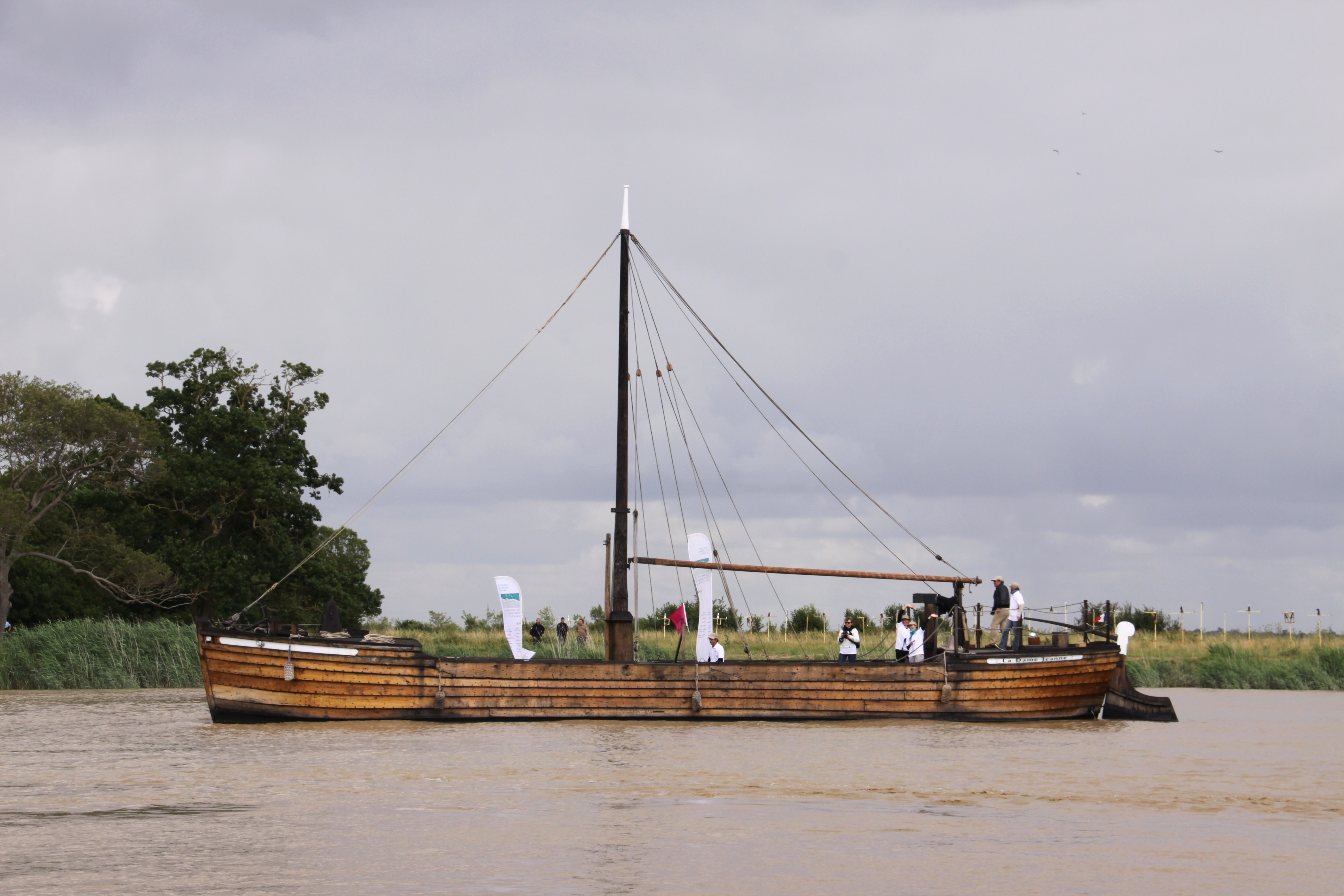
Une gabare sur la Charente (La Dame Jeanne à Rochefort-sur-Mer).

La barque de Lace, aussi appelée gabare de Charente, est un type de bateau fréquentant la Charente avant sa canalisation au tournant des XVIIIe et XIXe siècles.

## Description
Ce bateau est connu par quelques représentations anciennes et des maquettes. Il est assez grossier de forme. Son plan est quasiment rectangulaire, et son fond plat de bateau fluvial se relève à l'avant pour former une levée. L'arrière est tantôt à levée, tantôt à tableau arrière carré. La gouverne est assurée par un gouvernail réglable en hauteur suspendu par des chaines dans le cas d'un bateau à levée arrière, ou par des ferrures dans le cas d'un bateau à tableau. La construction de l'ensemble est robuste car le bateau est soumis à rude épreuve lors du franchissement des pertuis des moulins.
La barque de Lace peut être gréée d'une voile carrée qui lui permet de remonter la Charente et la Boutonne en profitant du vent d'ouest dominant.
Ce bateau, et ses successeurs les gabares de Port d'Envaux et de Saint-Simon, ont beaucoup fait pour la réputation mondiale du cognac.